# Pöstlingberg
Der Pöstlingberg ist ein 539 m ü. A. hoher Berg über dem linken Donauufer im gleichnamigen Stadtteil von Linz, Österreich.  Er ist ein beliebtes Ausflugsziel mit der Pöstlingbergbahn, mit der Aussichtsplattform auf die Stadt Linz, der barocken Wallfahrtskirche Pöstlingberg und der Linzer Grottenbahn. Der Pöstlingberg ist eine vornehme gehobene Wohngegend von Linz.

## Wallfahrtskirche

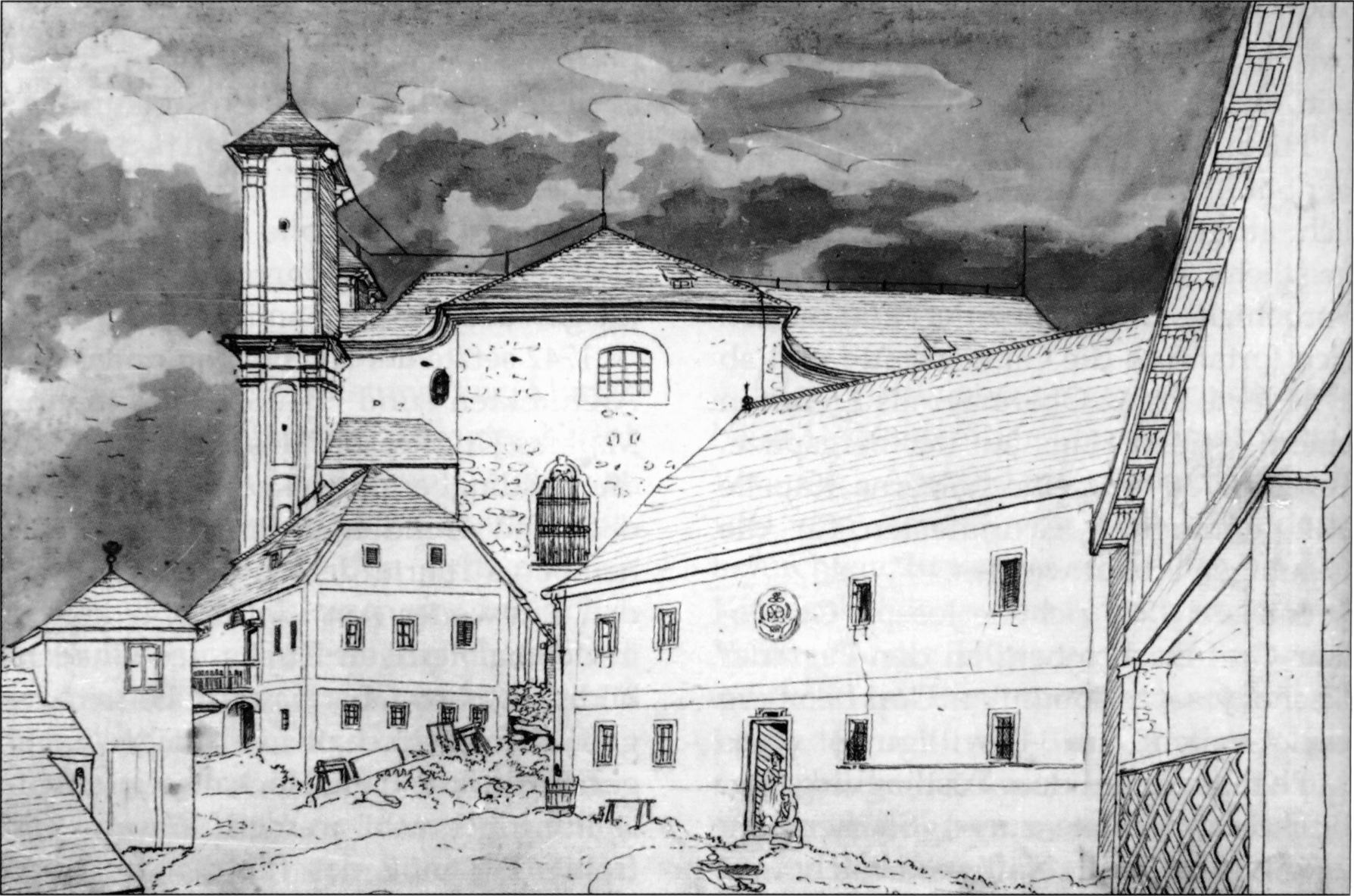
Pöstlingberg 1849. Die Kirche hat noch die ursprünglichen, flachen Pyramidendächer

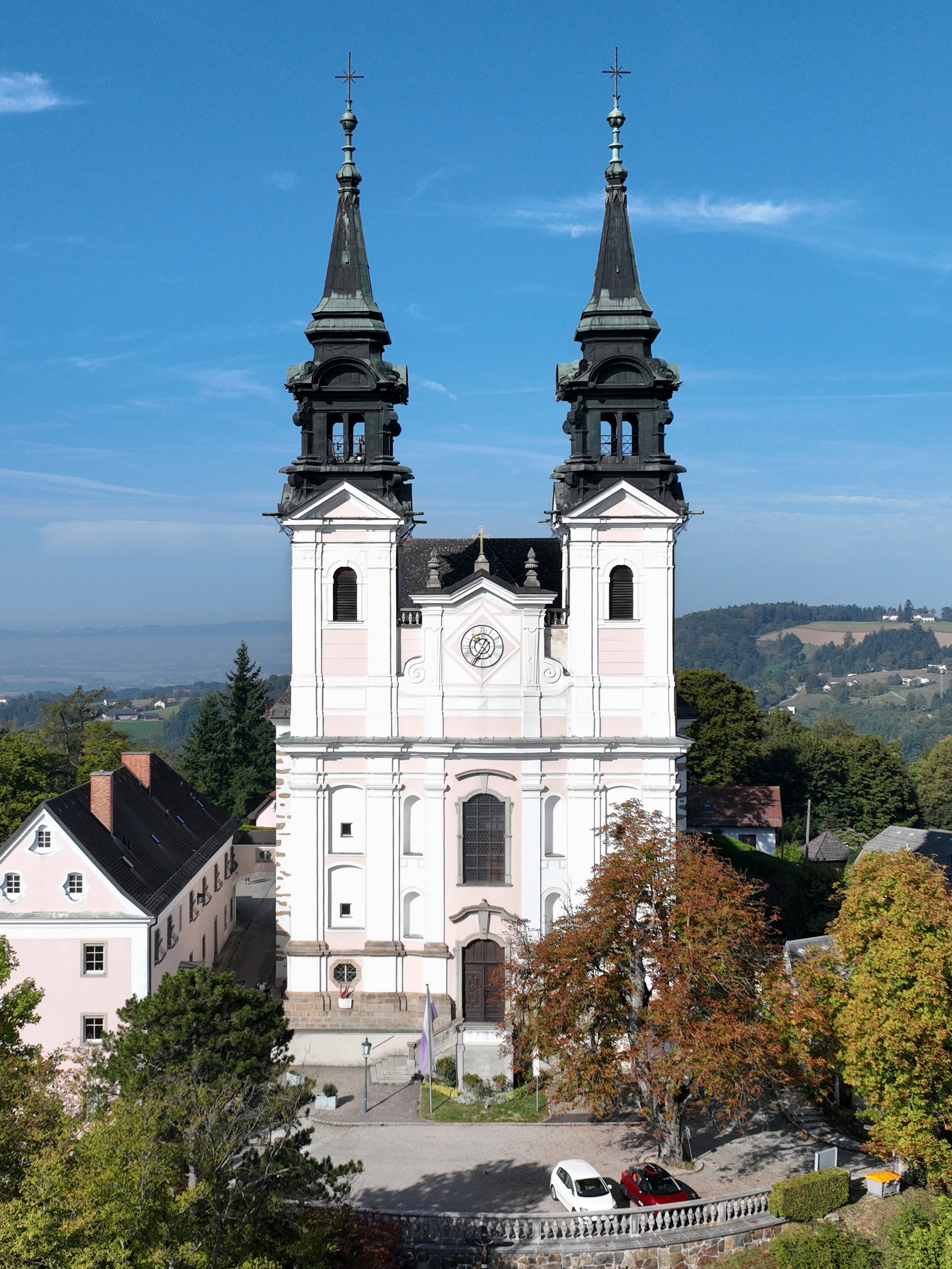
Pfarr- und Wallfahrtskirche auf dem Gipfel des Pöstlingbergs

Die religiöse Geschichte des Pöstlingberges geht auf das Jahr 1716 zurück. In diesem Jahr ließ Franz Obermayr, ein Laienbruder des Urfahrer Kapuzinerklosters, am Wetterkreuz eine vom Linzer Bildhauer Ignaz Jobst gestaltete Pietà anbringen. Bereits 1720 wurde der Pöstlingberg zur Pilgerstätte und eine hölzerne Kapelle erbaut. Diese wurde 1730/31 durch eine Kapelle mit Steinunterbau ersetzt. 1742 begann der Bau eines der bekanntesten Wahrzeichen Oberösterreichs, der Pöstlingbergkirche. Am 9. Dezember 1748 wurde sie eingeweiht. Zunächst eine Filialkirche der Linzer Stadtpfarrkirche wurde sie 1785 zur Lokalie erhoben und erhielt einen Friedhof mit Totengräberhaus. Seit 1960 wird Kirche und Pfarrgemeinde von der Ordensgemeinschaft der Oblaten des hl. Franz von Sales betreut. Am 15. August 1964 wurde die Kirche zur päpstlichen Basilica minor erhoben.
Zweimal brannte es in der Pöstlingbergkirche. Zum ersten Brand, hervorgerufen durch einen Blitzschlag, kam es am 17. Mai 1919. Der Dachstuhl wurde ein Raub der Flammen, das Innere der Kirche blieb unversehrt. Ein zweiter Brand am 31. Mai 1963, hervorgerufen durch eine Lötlampe, zerstörte sowohl das Dach der Kirche als auch beide Türme. Sie konnten jedoch rekonstruiert werden.
Seit einigen Jahren wird mit Spendengeldern die Wallfahrtsbasilika renoviert, die bis heute ein beliebtes Ausflugs- und Touristenziel in Linz ist.

## Ausflugsberg
1747 lässt sich erstmals ein Gasthaus nachweisen, der Vorläufer des heutigen Kirchenwirts. Es wurde zunächst von Wallfahrern, später auch von Ausflüglern frequentiert.
Ab dem Ende des 18. Jahrhunderts wird der Pöstlingberg von Ausflüglern besucht. Eine Aussicht konnte man nur von den tiefer gelegenen Abhängen genießen, da die Gipfelregion noch bewaldet war. Auch die heute weithin sichtbare Wallfahrtskirche war damals im Wald versteckt. Das änderte sich im Jahre 1809, als die Franzosen die Gipfelregion abholzten, um dort Verschanzungen zu errichten. Weitere Waldflächen fielen dem Bau der Maximilianischen Befestigungsanlagen in den 1830er Jahren zum Opfer.
Neben der nun ungehinderten Aussicht bildeten die Befestigungsanlagen selbst einen Anziehungspunkt für Besucher, denn die Bergregion wurde keinesfalls militärisches Sperrgebiet, sondern blieb für Zivilisten zugänglich.
Der Aufstieg auf den Berg konnte über einen steilen Kreuzweg beim heutigen Petrinum vorbei erfolgen, oder über einen längeren aber bequemeren Weg über das Schloss Hagen. Es gab zwar auch eine Straße, deren Zustand aber so schlecht war, dass zeitgenössische Reiseführer von einer Kutschenfahrt auf den Berg abrieten. Neben dem 1873 errichteten Kreuzweg auf der Urfahraner Seite, wurde 1889 der Puchenauer Kreuzweg, ebenfalls mit 14 Stationen, angelegt. Gegen Ende des 19. Jahrhunderts kam die Idee einer Bergbahn auf, und im Jahre 1898 brachte die Eröffnung der Pöstlingbergbahn einen neuen Schub in der touristischen Entwicklung des Bergs.
Im Zuge des Bergbahnbaus wurde von der Bahnbetreiberin, der Tramway- und Elektrizitäts Gesellschaft Linz-Urfahr (TEG, später ESG, heute Linz Linien), auch die Gipfelregion umgestaltet und zu diesem Zweck das Maximilianische Fort erworben. An einer Festungsmauer wurde das Bergbahnhotel (das heutige „Pöstlingberg-Schlössl“) erbaut. Das Verdeck des Festungsturms V wurde zu einer Aussichtsterrasse umgestaltet. Daneben wurden von der TEG auch zahlreiche Bäume und Hecken gepflanzt, um die Folgen der Schlägerungen der Franzosen im Jahre 1809 zu mildern.
Das Jahr 1906 brachte mit der Eröffnung der Grottenbahn im Festungsturm II eine weitere Attraktion. Im gleichen Jahr wurde auch das Netz an Spazierwegen ausgebaut.
Nachdem die Pöstlingbergbahn ab 1900 ganzjährig verkehrte, konnte sie auch von den Anhängern des damals aufkommenden Skisports genutzt werden. 1905 entstand der Linzer Schi- und Rodelclub, der Gründe am Berg erwarb, eine Rodelbahn und eine Sprungschanze errichtete, sowie Schirennen veranstaltete.
Im Wald unweit der Mayrwiesen befindet sich das Heilige Bründl mit Mariengrotte, dessen Wasser heilende Wirkung nachgesagt wird.

## Militärische Anlagen

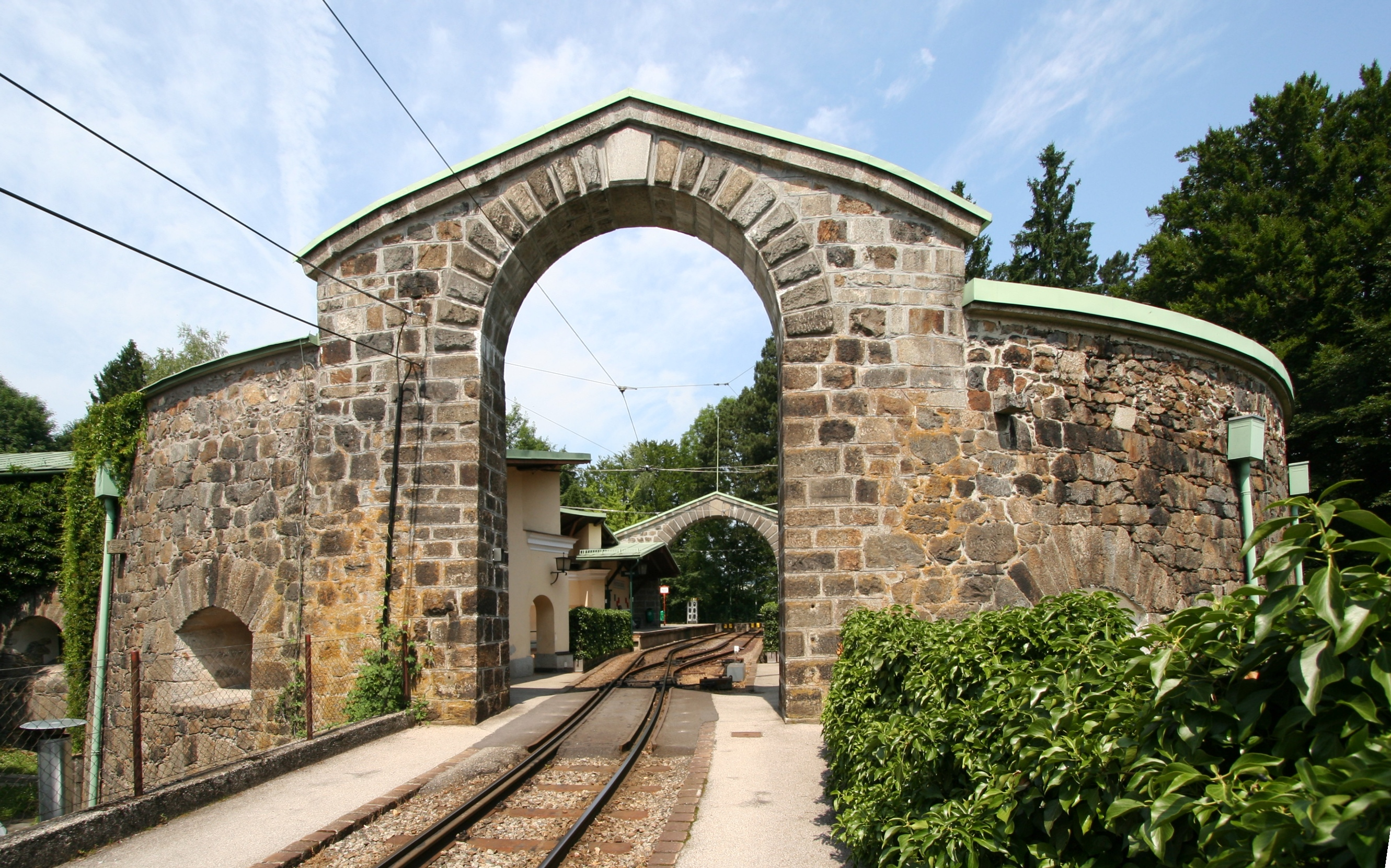
Turm IV; heute Bergstation der Pöstlingbergbahn

In prähistorischer Zeit gab es eine Wallanlage auf dem Pöstlingberg. Danach spielte der Berg bis 1809 keine militärische Rolle. In jenem Jahr besetzten die Franzosen Linz und Urfahr und es kam auch zu Kampfhandlungen am Pöstlingberg, von wo aus die Österreicher die Franzosen (erfolglos) bekämpften. Die Franzosen errichteten daraufhin auf der Kuppe des Pöstlingbergs hölzerne Verschanzungen und ein Fort, wozu ein Teil des Waldes abgeholzt wurde. Das Fort und die Verschanzungen wurden von den Franzosen bei ihrem Abzug wieder abgerissen. Durch die Abholzungen der Franzosen wurde der Ausblick von der Gipfelregion erst möglich. Vorher konnte man nur von tiefer gelegenen Abhängen auf die Stadt blicken.
Die Erfahrungen aus den Franzosenkriegen führte schließlich in den 1830er Jahren zum Bau einer Befestigungsanlage um Linz, in die auch der Pöstlingberg einbezogen wurde.
Während des Zweiten Weltkrieges wurden am Pöstlingberg verschiedene Flak-Stellungen eingerichtet. Im nordwestlichen Turm der Pöstlingbergkirche, die ab 1943 einen Tarnanstrich trug, wurde 1944 ein Flakhorchposten eingerichtet.

## Seilbahnprojekt 2006
Im Herbst 2006 tauchte das Projekt einer Seilbahn auf den Pöstlingberg auf. Eine Gondelbahn vom Schlossberg über die Donau auf den Pöstlingberg (mit einer Zwischenstation beim Linzer Tiergarten) sollte im Jahr 2009 eine zusätzliche Attraktion der Kulturhauptstadt Linz bilden und anschließend wieder abgebaut werden. Die Kosten von rund 10 Millionen Euro hätten hauptsächlich von einer privaten Investorengruppe aufgebracht werden sollen. Wegen des zu knappen Realisierungszeitraums (neben der Bauzeit waren auch Genehmigungsverfahren und Grundeinlösungsverfahren zu berücksichtigen) wurde das Projekt nicht realisiert. Außerdem wurde ohnehin die Pöstlingbergbahn von 2008 bis 2009 modernisiert und bis zum Hauptplatz verlängert.